# Amatorzy w konopiach
Amatorzy w konopiach – amerykańska komedia kryminalna z 1998 roku.

## Główne role
- Billy Bob Thornton – Jack Marsden
- Hank Azaria – Carter
- John Lithgow – Malcolm/Robert Stockman
- Jon Bon Jovi – Danny
- Jamie Lee Curtis – Sierra Kazan
- Matt Ross – Ben Hickson
- Jake Gyllenhaal – Jake/Blue Kahan
- Maggie Gyllenhaal – Christina
- Ryan Phillippe – Harlan